# La straniera
Personnages
- Alaide, l'Etrangère (soprano)
- Arturo, comte de Ravenstel (ténor)
- Valdeburgo, baron, frère secret d'Alaide (baryton)
- Isoletta, fiancée d'Arturo (mezzo-soprano)
- Osburgo, confident d'Arturo (ténor)
- Il signore di Montolino, père d'Isoletta (basse)
- Il Priore degli Spedalieri (basse)

La straniera (L'Étrangère) est un opéra en deux actes du compositeur Vincenzo Bellini, sur un livret en italien de Felice Romani. 
C'est une adaptation du roman L'Étrangère (2 volumes, 1825) de Charles-Victor Prévot, vicomte d'Arlincourt. Cependant, l'écrivain Herbert Weinstock ajoute qu'il est « plus probablement [inspiré d'] une adaptation pour la scène de [ce roman] en italien par Giovan Carlo, barone di Cosenza ». Il cite ensuite une lettre de Bellini à son ami Francesco Florimo dans laquelle il écrit que Romani « ne suivra certainement pas la pièce » (suggérant alors qu'ils connaissaient son existence).
L'opéra est composé durant l'automne 1828 et créé le 14 février 1829 au Teatro alla Scala de Milan. 

## Histoire de la composition

### Contexte historique
L'intrigue, complexe, est une série d'évènements historiques qui se déroule à la fin du XIIe siècle. Le roi Philippe Auguste de France ( Philippe II de France ) épouse la princesse danoise Ingeborg en 1193. Pour des raisons inconnues, il se sépare d'elle le lendemain de la noce et demande au pape Célestin III l'annulation du mariage. Ingeborg, cependant, déclare que le mariage est consommé, et qu'elle est son épouse et la légitime reine de France. Philippe obtient finalement une annulation par une assemblée d'évêques français. Il cherche ensuite à épouser Marguerite, fille de Guillaume I, comte de Genève, mais elle est kidnappée sur le chemin de Paris par Thomas I de Savoie, qui l'épouse. Finalement, en 1196, Philippe épouse Agnès de Merania (la straniera), fille d'un noble, Bertold IV de Dalmatie. Le Danemark se plaint du traitement infligé par Philip à Ingeborg et, en 1200, le pape Innocent III demande à Philippe de la reprendre, le rendant essentiellement bigame et sujet à l'excommunication. Cependant, Agnès meurt en 1201, mettant fin à la menace d'excommunication. 

### Modifications de la réalité historique dans la création du livret

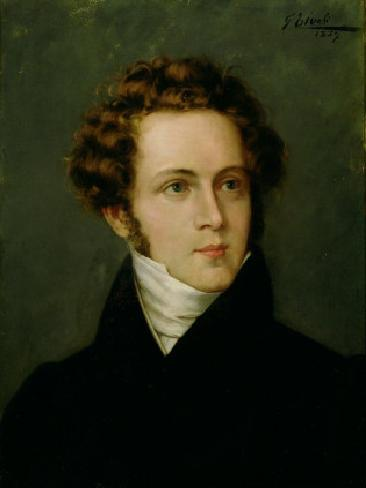
Bellini en 1830 par Natale Schiavoni

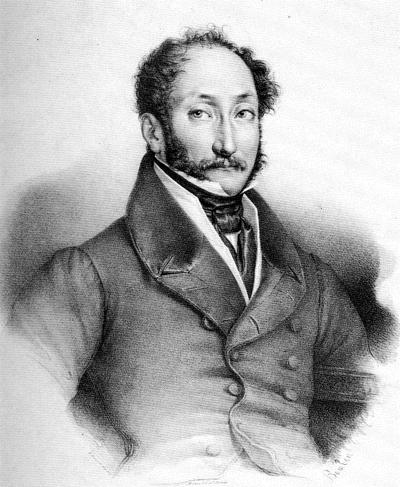
Le librettiste Felice Romani

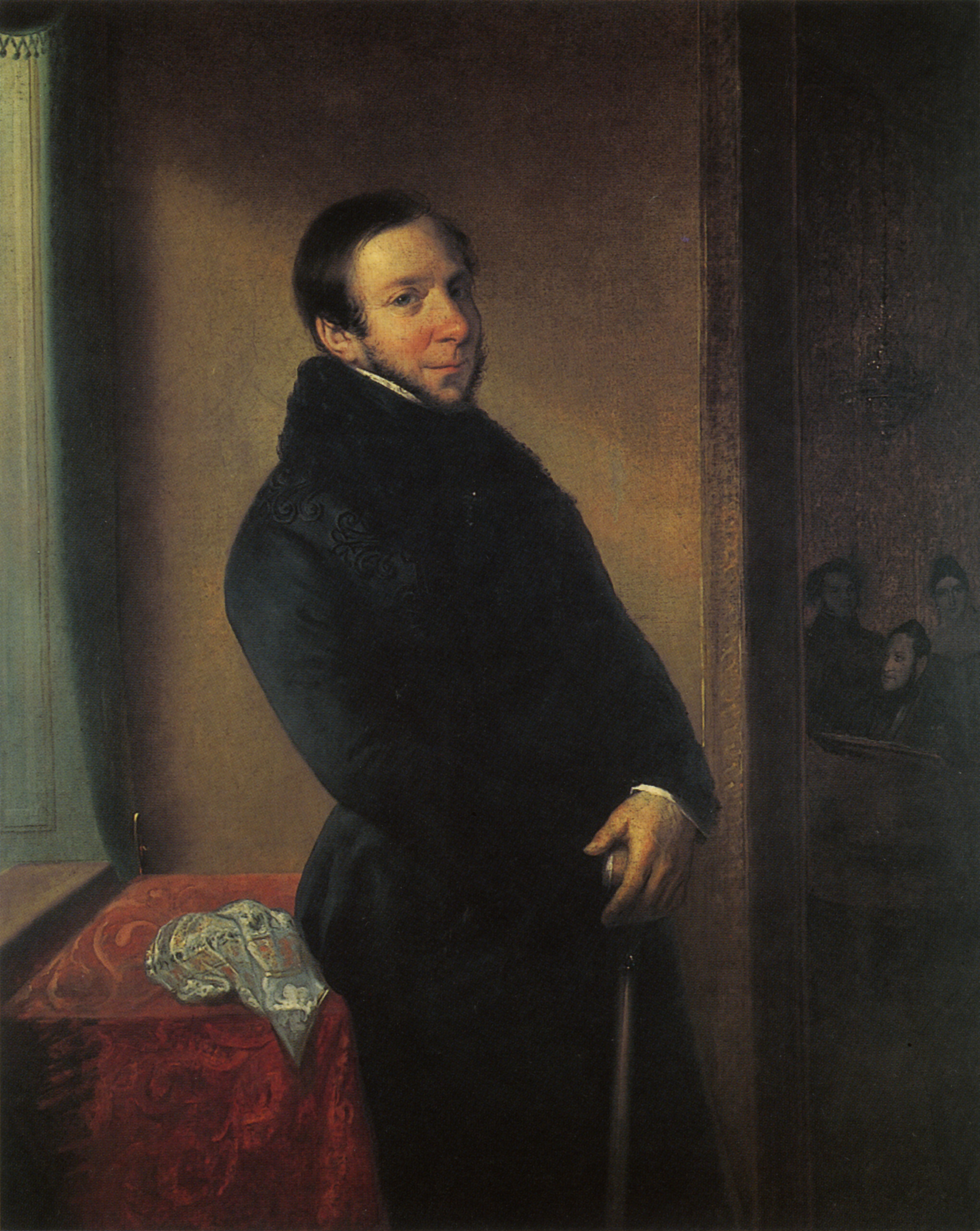
Domenico Barbaja, à Naples dans les années 1820

Bellini et son librettiste Romani prennent beaucoup de libertés avec l'histoire. Ils inventent un complot où le roi, afin de résoudre le problème de son double mariage, envoie Agnès vivre dans un chalet sur le lac Montolino. Philippe envoie alors son frère pour la surveiller secrètement, tout en se faisant passer pour Valdeburgo. Agnès prend le nom d'Alaide et se cache sous un voile. Le comte Arturo tombe amoureux d'elle, malgré ses fiançailles avec Isoletta, fille du duc de Montolino. C'est alors le début de l'opéra. 

### Préparation deLa straniera
Après Bianca e Fernando, Bellini reste à Gênes puis revient à Milan, mais sans occasions artistiques spécifiques. Des complications apparaissent dans sa relation avec Domenico Barbaja, l'impresario qui contrôle les théâtres de Naples et de Milan. Cependant, lorsque Barbaja visite Milan en juin, il laisse Bellini choisir le lieu de création de son prochain opéra, entre Naples et Milan. Pour le compositeur, la décision dépend de la disponibilité des chanteurs pour chacun des théâtres, notamment parce que Giovanni Battista Rubini, son ténor préféré, était engagé pour chanter uniquement à Naples . Cependant, le 16 juin, il choisit Milan, puis signe un contrat : il s'engage à écrire un nouvel opéra pour la saison du Carnaval payé mille ducats. Pour son premier opéra, il était payé 150 ducats. 
Ainsi, pour La straniera, Bellini perçoit une rémunération suffisante pour gagner sa vie, et cette nouvelle œuvre connut un succès encore plus grand que Il pirata. Quant aux chanteurs, on ignorait qui tiendrait le rôle du ténor, mais on savait que la chanteuse soprano Henriette Méric-Lalande et les chanteurs baryton, Luigi Lablache ou Tamburini, seront disponibles. 
Lors d'une discussion entre Bellini et Romani, il est convenu que l'opéra serait adapté du roman L'Étrangère de 1825 de Charles-Victor Prévost, vicomte d'Arlincourt, et prévu pour la première le soir de l'ouverture de la saison le 26 décembre. Dans les années 1820, la popularité de cet auteur, à qui fut confiée l'épithète «le prince des romantiques», rivalise avec celle de Victor Hugo. Le Solitaire de Prévost est publié en 1821 et atteint une «célébrité extraordinaire, voire colossale». En l'espace de plusieurs mois, le livre est réimprimé une douzaine de fois; traduit en dix langues; il fait l'objet de plusieurs adaptations : sept opéras et quatorze pièces de théâtre, et de chansons, parodies, peintures et lithographies. Le succès de ses trois romans suivants, Le Renégat en 1822, Ipsiboé en 1823 et L'Étrangère en 1825, est presque aussi grand. 
Cependant, le 20 septembre, Bellini déclare à son ami napolitain Francesco Florimo que la représentation n'aurait peut-être pas lieu comme prévu en raison de la maladie de Romani. En outre, il se demandait qui jouerait le rôle de ténor : il n'avait pas pu obtenir la libération de Rubini de son contrat de Naples. Pourtant, après avoir reçu de bons rapports du jeune ténor Domenico Reina, il obtient ses services, le décrivant dans une lettre à Florimo comme « celui qui voudra se faire honneur; tout le monde me dit que sa voix est belle, et que il a tout le jeu et l'esprit que l'on peut souhaiter. ».
Après le rétablissement de Romani, Bellini reçoit le livret en plusieurs fois, mais se remet au travail, malgré une progression lente. Le 7 janvier 1829,  Romani étant rétabli et parti pour Venise pour exécuter un autre contrat, le compositeur en est « presque au 2e acte ». Filippo Cicconetti, dans sa biographie de 1859, rend compte des méthodes de travail de Bellini, expliquant comment il met des textes en musique : il garde toujours les mots devant lui au cas où il serait inspiré. Quand vint le moment de composer l'aria final Or sei pago, o ciel tremendo, les paroles du librettiste ne lui donnèrent aucune inspiration et, lors de leur prochaine rencontre, Romani accepta de réécrire le texte. Une demi-heure après, la deuxième version n'inspire toujours pas Bellini- la troisième version non plus. Enfin, lorsqu'on lui demande ce qu'il cherche, Bellini répond : « Je veux une pensée qui sera à la fois une prière, une imprécation, un avertissement, un délire. » Un quatrième projet est préparé rapidement « Est-ce que je suis entré dans ton esprit? » demande le librettiste - et il fut immédiatement embrassé par le jeune compositeur qui était totalement satisfait. 
Les répétitions commencent au début de janvier, avec la première prévue le 14 février 1829.

## Historique des représentations
Première

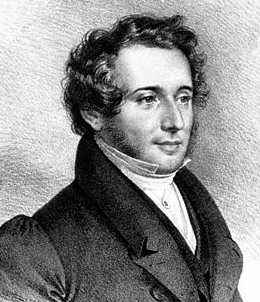
Le baryton Antonio Tamburini, chante Valdeburgo

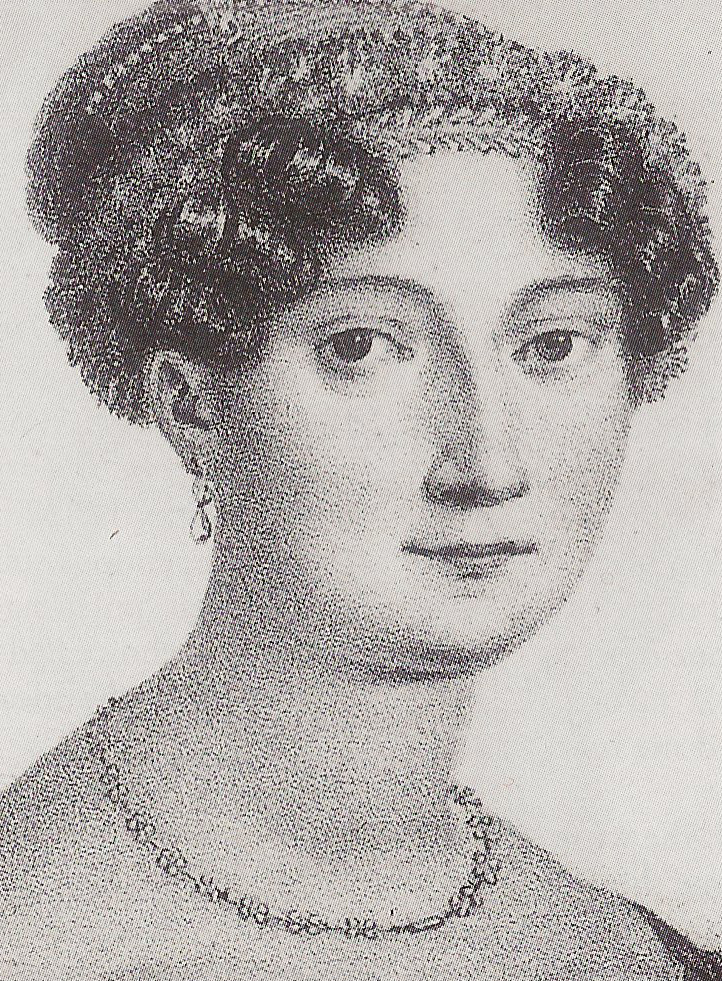
Le soprano Henriette Méric-Lalande, chante Alaide

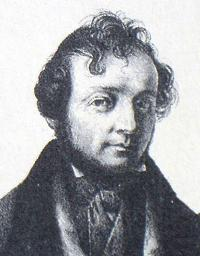
Le ténor Domenico Reina, chante Arturo

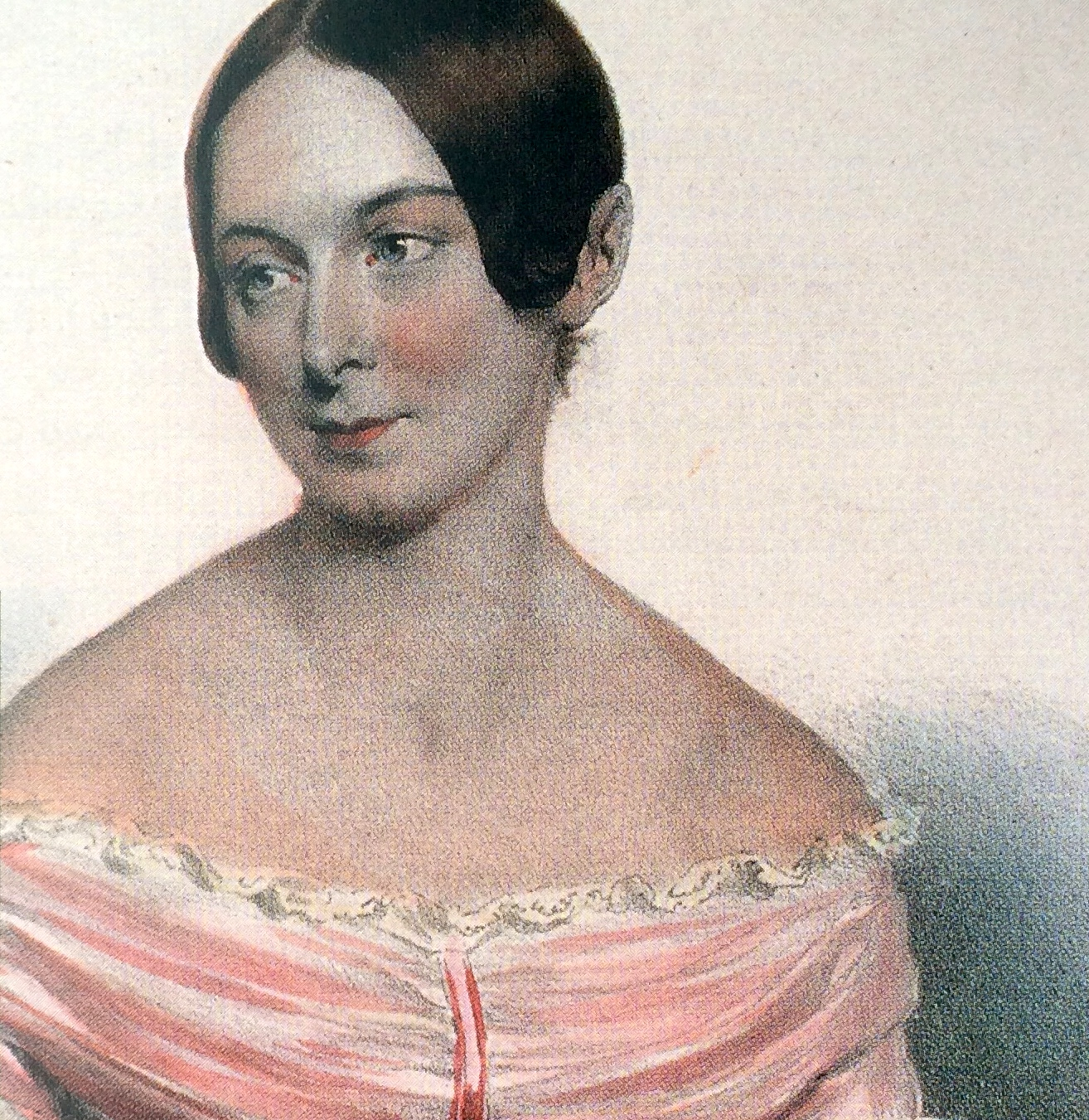
Le mezzo-soprano
Caroline Unger, chante Isoletta

L'opéra rencontre un succès immédiat, et, selon la Gazzetta privilegiata di Milano : « un succès retentissant... [avec] le poète [servant] bien le compositeur, et le compositeur n'aurait pas pu mieux servir les chanteurs ; tous rivalisaient pour se rendre agréables au public et réussissaient à être applaudis ». 
Trois jours plus tard, la même publication loue la qualité de la musique, décrivant Bellini comme « un Orphée moderne » pour la beauté de ses mélodies. 
Bellini rend compte de ce succès à Romani : « La chose s'est déroulée comme nous ne l'avions jamais imaginée. Nous étions au septième ciel. Avec [cette lettre] recevez plus que jamais ma gratitude... ». 
Il existe d'autres rapport louant l'opéra et les qualités des interprètes. Cependant, des détracteurs critiquent l'opéra et son compositeur : son style nouveau ne plaît pas à tous. 45 ans plus tard, il est déclaré que « le style de Bellini était abstrus, discontinu, déformé et sans distinction, qu'il alternait entre le serio et le buffo et le semi-serio. ». 

### Représentations auXIXesiècle
L'opéra est créé à La Scala de Milan, le 14 février 1829, avec Henriette Méric-Lalande et Domenico Reina (en) dans les rôles principaux. Alessandro Sanquirico conçut le décor. L'opéra est présenté dans un triple programme, avec les ballets Buondelmonte et L'avviso ai maritati.
Il est représenté dans plus de cinquante villes italiennes : ont lieu une reprise à la Scala, et des représentations à Bologne en 1836 avec Carolina Ungher, à Florence et en Calabria en 1840, à Brescia en aout 1850, à Milan en 1857, et à Turin en 1866. D'après Tom Kaufman, la dernière représentation connue au XIXe siècle est Catane en 1875 avec Ana Eyre dans le rôle d'Alaide.
À l'étranger, il est présenté pour la première fois à Vienne en 1831, à Paris en 1832, à Londres le 23 juin 1832, à New York le 10 novembre 1834, à Lisbonne en 1835 et à Madrid sous le titre de La estranjera en janvier 1850,.

### Depuis leXXesiècle
Après sa dernière représentation connue en 1875, l'opéra est relancé pour la première fois en avril 1935 à La Scala avec d'autres reprises à partir de 1954 dans la ville natale de Bellini, Catane. Il est à nouveau mis en scène entre 1968 (au Teatro Massimo de Palerme) et 1972 avec Renata Scotto dans le rôle-titre.  
En 1969, un concert a lieu au Carnegie Hall sous la direction d'Anton Guadagno, avec Montserrat Caballé dans le rôle titre. Depuis les années 1970, l'opéra est joué plusieurs fois en Europe avec Renata Scotto se produisant à nouveau à Venise en 1970 sous la direction du chef Ettore Gracis.  Il existe des enregistrements de trois des spectacles. Une autre production à Catane, avec Elena Souliotis dans le rôle principal, est donnée au Teatro Massimo en 1971. 
Il existe un enregistrement d'un concert à la Cour Jacques Cœur de Montpellier en août 1989. Cette année-là, une représentation a également lieu dans le cadre du Spoletto Festival USA donnée dans l'auditorium Gaillard de Charleston, aux États-Unis, le 26 mai, avec Carol Neblett dans le rôle principal.  
En décembre 1990, le Teatro Verdi di Trieste présente l'opéra, suivi en 1993 d'un nouveau concert au Carnegie Hall, avec Renée Fleming dans l'un de ses premiers rôles, présenté par l' Opera Orchestra of New York. 
Un concert complet est donné en novembre 2007 à Londres, avec Patrizia Ciofi (Alaide), Dario Schmunck (Arturo) et Mark Stone (Valdeburgo) dans les rôles principaux, dirigé par David Parry avec le London Philharmonic Orchestra. Un enregistrement complet en studio est fait la même semaine et sort en 2008 sous la forme de deux CD du label Opera Rara. 
Au XXIe siècle, l'opéra est rarement représenté. En novembre 2012, il est présenté en concert à Baden-Baden avec Edita Gruberova dans le rôle d'Alaide et José Bros dans le rôle d'Arturo di Raventel. L' Opéra de Zurich le présente en juin / juillet et de nouveau en septembre / octobre 2013. Alaide était alors chantée par Edita Gruberova, avec une mise en scène de Christoph Loy. 
Des concerts sont donnés à Marseille fin octobre / novembre 2013 avec Patrizia Ciofi dans le rôle d' Alaide. Le Theater an der Wien de Vienne le présente à partir du 14 janvier 2015, dans la production de Loy, avec Edita Gruberova en alternance avec Marlis Petersen dans le rôle d'Alaide. Le Washington Concert Opera le présente en novembre 2017, avec Amanda Woodbury (Alaide), Gerard Schneider (Arturo), Javier Arrey (Valdeburgo) et Corrie Stallings (Isoletta) . L'une des représentations données en 2017 au Teatro Massimo Bellini di Catania, est enregistrée pour un DVD qui sort en 2019, proposant, selon l'Avant-Scène Opéra « la version critique de l'original entièrement conforme à celle de 1829, sans les modifications ou coupures qu'on lui inflige depuis ».

## Rôles
| Rôle                                     | Type de voix  | Casting première, 14 février 1829 (Chef d'orchestre:) |
| ---------------------------------------- | ------------- | ----------------------------------------------------- |
| Alaide, l'étrangère                      | soprano       | Henriette Méric-Lalande                               |
| Arturo, comte de Ravenstel               | ténor         | Domenico Reina                                        |
| Valdeburgo, baron, frère secret d'Alaide | baryton       | Antonio Tamburini                                     |
| Isoletta, fiancée d'Arturo               | mezzo-soprano | Caroline Unger                                        |
| Osburgo, confident d'Arturo              | ténor         | Luigi Asti                                            |
| Il signore di Montolino, père d'Isoletta | basse         | Domenico Spiaggi                                      |
| Il Priore degli Spedalieri               | basse         | Stanislao Marcionni                                   |

## Argument
Lieu : Bretagne
Époque : XIVe siècle

### Acte 1
- Ouverture

Scène 1Cour centrale du château de Montolino
Un chœur de la population locale, sur des bateaux, proclame le prochain mariage d'Isoletta, fille de Montolino, au comte Arturo de Ravenstal : (Les hommes : Voga, voga, il vento tace ........ e l'alma pace / Messaggiera dell 'amor / « Rame, rame, le vent est tombé ...... cette paix bénie est le message de l'amour ».) Mais, alors qu'ils sont sur la rive, Isoletta dit au baron Valdeburgo qu'elle craint que son Arturo ait changé son attitude envers elle et pense qu'il est tombé amoureux d'une mystérieuse femme vivant comme ermite dans une cabane au bord du lac : (Duo : Isoletta à Valdeburgo : Agli atti, al volto / non mortel, divina imago / Modèle:Cittaion. Valdeburgo, à lui-même : Giovin rosa, il vergin seno / schiudi appena al ciel sereno / « Une rose nouvellement fleurie s'est à peine ouverte / son sein vierge au ciel serein, / et déjà elle flétrit en pâleur ».) Au loin, une foule se fait entendre à la suite de La straniera vue depuis la rive du lac. Ils la maudissent comme une sorcière. 
Le comte Montolino entre, soutenant les préoccupations de sa fille Isoletta, mais est rassuré par son ami Osburgo qui promet de ramener Arturo à la raison. Ensemble, Isoletta et Valdeburgo partagent son inquiétude quant à ce qui s'est passé: (Duo et ensemble: Isoletta, puis Valdeburgo, puis chœur, comme Montolino revient : Oh tu che sai gli spasimi / « Oh vous qui connaissez les tremblements de mon cœur blessé »). Valdeburgo propose de la réconforter, tandis que son père et sa suite lui demandent instamment de se calmer et d'adopter une expression plus heureuse. Montolino et Osburgo discutent de la situation, le premier craignant qu'Arturo ne se soucie de sa future épouse tandis que le second décrit l'intérêt d'Arturo pour d'autres personnes ressemblant à un ermite comme faisant partie de son personnage, mais promet de faire de son mieux pour rendre Arturo à sa future mariée. 
Scène 2La cabane de La Straniera
Furtivement, Arturo entre dans la hutte La Straniera d'Alaide, désirant connaître l'identité de cette mystérieuse femme. À l'intérieur, il voit un portrait d'elle vêtue de robes royales, portant des bijoux. Il entend une voix au loin, chantant une complainte qui exprime les joies de la solitude et d'une vie humble. Il se rend compte que c'est elle et, quand elle entre dans la pièce, elle le réprimande pour être entrée dans sa hutte. Il continue de lui dire qu'il n'est là que pour l'aider et qu'il l'aime. Au même moment, elle lui demande de la laisser en paix en exprimant le sentiment qu'il existe « une barrière insurmontable entre nous ». 
Il persiste dans ses questions, lui demande si elle a été bannie depuis longtemps et, enfin, s'excuse pour son intrusion. Dans un duo prolongé, d'abord lui, puis elle, puis ensemble proclament : Serba, serba i tuoi segreti / « Garde, garde tes secrets .... mais c'est en vain de m'interdire de t'aimer », alors qu'elle répond avec Taci, taci, è l'amor mio / condannato sulla terra / « Chut, chut, mon amour est condamné sur cette terre; je ne peux pas vous associer à un destin si hostile envers moi ». Elle lui dit qu'elle ne révélera rien de son passé et le prie de ne jamais revenir. Cependant, comme le duo continue, elle s'exclame : « Ah ! Que je pourrais facilement / t'effacer de [mon cœur] », avouant une attirance pour Arturo. Il dit qu'il continuera de la suivre « même dans un désert », elle répond alors : « Votre souhait prouvera votre perte ». 
Ensuite, le bruit des chasseurs se fait entendre au loin. Alaide demande instamment à Arturo de partir. Dans le duo final de la scène, chacun exprime ses sentiments et ses angoisses, celle d'Alaide étant de continuer à le mettre en garde, celle d'Arturo d'insister sur le fait que « ton sort sera le mien / Dans la vie ou dans la mort ». 
Scène 3Une forêt près de Montolino
Au cours d'une expédition de chasse, Osburgo et Valdeburgo rencontrent Arturo, mais savent que la cabane d'Alaide est à proximité. Osburgo le supplie de revenir pour son mariage avec Isoletta, mais il refuse, déclarant qu'il ne l'aime pas. Il demande à Valdeburgo de rencontrer son véritable amour, après quoi il promet qu'il ne la reverra plus jamais si Valdeburgo la juge indigne. Les hommes approchent  la cabine, d'où émerge Alaide. En la voyant, Valdeburgo la salue et crie presque son vrai nom, mais Alaide l'arrête. Valdeburgo dit à Arturo que - pour des raisons qu'il ne peut révéler - Arturo doit renoncer à toute intention envers Alaide. Elle ne peut jamais épouser Arturo. Pensant que Valdeburgo aime également Alaide, Arturo est sur le point de l'attaquer avec son épée, mais il déclare qu'il n'est pas un rival. (Trio: d'abord Valdeburgo Non: non ti son rivale; / non io ti tolgo a lei / « Non : je ne suis pas votre rival ; puis Arturo Ah, s'il n'est pas mon rival, / Que veut-il de moi »; puis Alaide « Non, vous n'avez pas de rival ».) Alaide supplie Arturo de partir, promettant qu'elle le reverra : « Ta vie, Arturo, compte pour moi comme la mienne ». Alaide et Valdeburgo exhortent Arturo à partir. 
Scène 4Un endroit éloigné, où la cabine d'Alaide est visible, au loin.
Arturo est seul, toujours fou de jalousie envers Valdeburgo, qui n'est pourtant pas son rival : (Aria : Che mai penso? Un dubbio atroce / Mi rimane e il cor mi preme. . . / « Que dois-je penser ? Mon cœur est lourd / et je me retrouve avec un doute atroce... »). Quand Osburgo et son entourage entrent, ils lui disent qu'il est trahi : ils ont entendu Valdeburgo et Alaide projeter de fuir ensemble. 
Le couple sort de la cabine, observé par Arturo, qui surprend qu'ils envisagent de partir ensemble le lendemain. Arturo conclut qu'ils sont amoureux, et après qu'Alaide soit revenue dans sa cabine, il affronte furieusement Valdeburgo et demande la vengeance. Les hommes se battent en duel, Valdeburgo est blessé et il tombe dans le lac. Alaide apparaît alors et Arturo déclare qu'il a tué son rival, mais Alaide, fortement choquée, révèle que Valdeburgo est en fait son frère. En entendant ces nouvelles, Arturo saute dans le lac dans le but de sauver Valdeburgo. Attirée par les cris, une foule trouve Alaide debout avec l'épée sanglante d'Arturo, et ils l'accusent d'avoir assassiné Valdeburgo. Elle est entraînée comme prisonnière. 

### Acte 2
Scène 1La grande salle du Tribunal des Hospitaliers
Alaide est traduite en justice devant les juges réunis, mais dissimulée sous un voile lourd. Osburgo témoigne contre elle. Lorsque le Prieur lui demande son nom, elle ne répond que La straniera. Le Prieur a le sentiment d'avoir déjà entendu sa voix, et il exige qu'elle prouve son innocence. Elle hésite à en dire plus. Soudain, Arturo se précipite : il proclame son innocence et avoue sa propre culpabilité, déclarant qu'il a tué quelqu'un qu'il considérait comme un rival. Tout semble condamner Alaide et Arturo lorsque, dans la chambre, Valdeburgo apparaît soudainement, annonçant qu'Arturo est innocent et que c'est en un combat avec lui qu'il est tombé dans le lac. 
Le Prieur exige à nouveau qu'Alaide révèle son identité, mais elle refuse. Cependant, elle accepte de lever son voile pour le Prieur seul et la vue de son visage lui coupe le souffle. Immédiatement, il la renvoie avec Valdeburgo. Arturo est laissé seul, tandis que le prieur châtie Osburgo pour son faux témoignage contre Alaide, déclarant que ses actions seront surveillées. 
Scène 2Dans la forêt, près de la cabane d'Alaide
Arturo vient demander pardon à Alaide et déclarer son amour, et, alors qu'il s'apprête à entrer dans la cabine, il rencontre Valdeburgo, qui supplie à nouveau Arturo de cesser ses attentions envers sa sœur, lui demandant de tirer son épée : (Dans un duo prolongé, Valdeburgo commence - Si... Sulla salma del fratello / T'apri il passo, a lei t'invia / « Oui, sur le cadavre de son frère / Dégagez votre chemin et approchez-vous d'elle » - puis Arturo - Ah, pietà ... non io favello; / È un amore disperato / « Ah! Aie pitié. . . . Ce n'est pas moi qui parle; / C'est un amour désespéré, / C'est la douleur d'un cœur blessé ».) Arturo continue de décrire la « folie torturante d'un cœur brûlant » tandis que Valdeburgo explique que, pour la tranquillité d'esprit d'Alaide, Arturo doit la laisser en paix et qu'il doit tenir ses promesses à Isoletta en l'épousant. À contrecœur, Arturo accepte de revenir épouser Isoletta, mais demande à Alaide d'assister à son mariage pour qu'il puisse la voir une dernière fois. Valdeburgo accepte. 
Scène 3Appartement d'Isoletta dans le château de Montolino
Isoletta, malheureuse et se sentant mal aimée, se prépare pour son mariage. (Aria, Isoletta: Nè alcun ritorna? . . . . Oh crudel. / Dolorosa incertezza / « Et pas une âme revient ? Oh cruelle, / Grave incertitude! Tous me laissent dans / l'ignorance de ce qui s'est passé »). Dans son chagrin et sa misère, elle parle du portrait d'Arturo. Les invités arrivent  joyeusement, proclamant qu'Arturo est dans le château et qu'il veut l'épouser le jour même. 
Scène 4Une cour menant à l'église
Chevaliers et dames s'assemblent et Montolino les accueille, mais Arturo est confus, puis voyant Valdeburgo, il s'approche de lui. Pendant ce temps, Alaide est entrée et s'est cachée. Valdeburgo dit à Arturo qu'Alaide est présente, mais cachée (Quatuor: Arturo, Isoletta, Valdeburgo et Alaide, à part). Isoletta salue Arturo qui l'ignore et reste dans un état anxieux, au point où elle se rend compte qu'il ne l'aime pas et le libère de ses obligations. Puis Alaide se révèle soudainement, déclarant qu'elle est venue donner du courage à Isoletta. Sous le pseudonyme de La straniera, elle supplie Isoletta de continuer le mariage et, prenant les futurs mariés par le bras, commence à les conduire dans l'église. 
Elle quitte alors l'église dans une profonde angoisse : « J'ai abandonné, non l'amour, mais l'espoir », crie-t-elle. (Aria: Ciel pietoso, in sì crudo momento, / Al mio labbro perdona un lamento / « Le ciel miséricordieux, dans un moment si cruel, / Pardonne mes lèvres si elles poussent une lamentation »). Ensuite, la musique religieuse commence à l'intérieur de l'église avec le chœur chantant des bénédictions pour le couple. Le tourment d'Alaide continue, jusqu'à ce que - soudainement - on entende le silence, suivi de bruits chaotiques de l'intérieur. 
Dans l'église, Arturo ne tient plus : il prend la main d'Alaide, la suppliant de s'enfuir avec lui alors qu'il essaie de l'emmener. À ce moment, le prieur se précipite hors de l'église et reconnaît Alaide : il s'agit de la reine Agnès. Il annonce que la rivale de la reine pour le trône, Isemberga, est décédée et qu'Alaide doit maintenant rentrer à Paris. Arturo, rendu fou par cette nouvelle, se jette sur son épée et meurt. Enfin, Agnes est au désespoir total. (Aria, puis finale chorale: Or sei pago, o ciel tremendo. . . / Ou vibrato è il colpo estremo / « Maintenant, vous êtes débordé, O ciel craintif. . . / Maintenant, vous avez porté votre plus mauvais coup... Je demande la mort, j'attends la mort »).

## Enregistrements
| Année | Rôles : Alaide ( La straniera ), Il signore di Montolino, Isoletta, Arturo, Valdeburgo | Chef d'orchestre, Opéra et orchestre | Label                                                                                                 |
| ----- | -------------------------------------------------------------------------------------- | --- | --- |
| 1968  | Renata Scotto, Enrico Campi, Elena Zilio, Renato Cioni, Domenico Trimarchi             | Nino Sanzogno, Orchestre et chœur du Teatro Massimo, Palerme, (Enregistrement d'une performance au Teatro Massimo, Palerme, 10 décembre) | CD: Melodram, Cat: 27039; Myto, Cat: 3MCD-971-151 (faits saillants + Zaira), Myto, Cat: 2 MCD-023-265 |
| 1970  | Renata Scotto, Francesco Signor, Elena Zilio, Beniamino Prior, Domenico Trimarchi      | Ettore Gracis Orchestre et chœur du Teatro La Fenice, Venise (Enregistrement d'une performance à La Fenice, janvier)                     | CD: Opera d'Oro Cat # OPD 1261                                                                        |
| 1993  | Renée Fleming, Rafael Le Bron, Ning Liang, Gregory Kunde, Gaétan Laperrière            | Eve Queler, Opera Orchestra of New York et Chorus, (Enregistrement d'une performance de concert au Carnegie Hall, New York, février)     | CD: Celestial Audio, Chat: CA 607                                                                     |
| 2007  | Patrizia Ciofi, Roland Wood, Enkelejda Shokas, Dario Schmunck, Mark Stone              | David Parry, London Philharmonic Orchestra et Geoffrey Mitchell Choir                                                                    | CD: Opera Rara, ORC 38                                                                                |
| 2015  | Edita Gruberová, Kay Stiefermann, Laura Polverelli, José Bros, Luca Grassi             | Pietro Rizzo Orchestre symphonique de la radio du sud-ouest de l'Allemagne et Orpheus Vokalensemble                                      | CD: Nightingale, NC 0715603                                                                           |